# تشارلز دبليو. بيلنغز
تشارلز دبليو. بيلنغز هو لاعب رماية وسياسي أمريكي، ولد في 26 نوفمبر 1886 في إيتونتاون في الولايات المتحدة، وتوفي في 13 ديسمبر 1928 في ديل في الولايات المتحدة.

## وصلات خارجية
- تشارلز دبليو. بيلنغز على موقع الاتحاد الدولي (الإنجليزية)
- تشارلز دبليو. بيلنغز على موقع اللجنة الأولمبية الدولية (الإنجليزية)
- تشارلز دبليو. بيلنغز على موقع أوليمبيديا (الإنجليزية)